# Juilles
Juilles är en kommun i departementet Gers i regionen Occitanien i sydvästra Frankrike. Kommunen ligger i kantonen Gimont som tillhör arrondissementet Auch. År 2022 hade Juilles 229 invånare.

## Befolkningsutveckling
Antalet invånare i kommunen Juilles
Referens:INSEE